# Europäischer Halbfinger
Der Europäische Halbfinger, auch Türkischer Halbfingergecko (Hemidactylus turcicus), oft auch als „Hausgecko“ bezeichnet, ist einer der am häufigsten vorkommenden Geckos. Er lebt versteckt in Häusern und ernährt sich von Insekten. Erwachsene Halbfingergeckos können eine Kopf-Rumpf-Länge von acht und eine Gesamtlänge von 15 cm erreichen. Als versteckt lebender, dämmerungs- und nachtaktiver Jäger hat der Europäische Halbfingergecko große lidlose Augen. Die Haut wirkt je nach Untergrund und Lichteinfall sandfarben gelblich, rötlich bis dunkelbraun, hat dunkle, fast schwarze Flecken und helle Tuberkelschuppen, die die Form des Geckos gegenüber dem Untergrund auflösen und eine fast perfekte Tarnung auf Holz und Stein bieten. Wie alle Halbfingergeckos hat auch der Europäische Halbfingergecko neben Haftzehen Krallen und kann sowohl auf glattem als auch auf rauem Untergrund laufen.

## Verbreitung

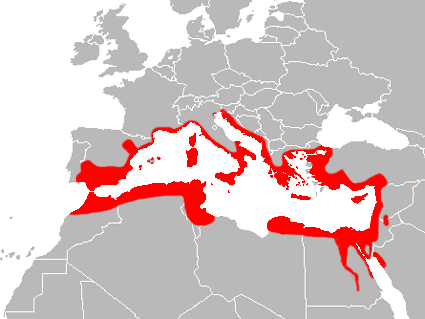
Verbreitungsgebiet im Mittelmeerraum

Als Kulturfolger und Neozoon ist der Europäische Halbfinger hochgradig invasiv. Die erste große Verbreitungswelle wurde in der Antike durch griechische und phönizische Seefahrer ausgelöst und dehnte das Verbreitungsgebiet auf den gesamten Mittelmeerraum aus. Ein zweiter Verbreitungsschub mit Beginn der Neuzeit führte zur Besiedelung der spanischen und portugiesischen Kolonien. Durch Flug- und Schiffsverkehr ist das Tier seit dem Zweiten Weltkrieg auf jedem Kontinent und auf fast jeder Insel in tropischen oder mediterranen Klimaten zu finden. Weibchen können Sperma für ein Jahr auf Vorrat speichern und damit ca. 6 Gelege mit je 2 Eiern produzieren. Es ist zu erwarten, dass durch den modernen Flugtourismus und internationalen Warenverkehr in Innenräumen weitere Populationen entstehen.

## Artenschutz
Der Europäische Halbfinger wird durch die Bundesartenschutzverordnung geschützt. Die Haltung von in Menschenobhut gezüchteten Tieren ist zulässig, erfordert aber eine Anmeldung bei den zuständigen Landesbehörden.
Auf Grund der weiten Verbreitung ist Hemidactylus turcicus in den meisten Ländern nicht geschützt. Dies führt dazu, dass Wildfänge z. B. als Hemidactylus brookii oder unter Fantasienamen importiert und im Zoohandel als „Futtergeckos“ angeboten werden.

## Verhalten

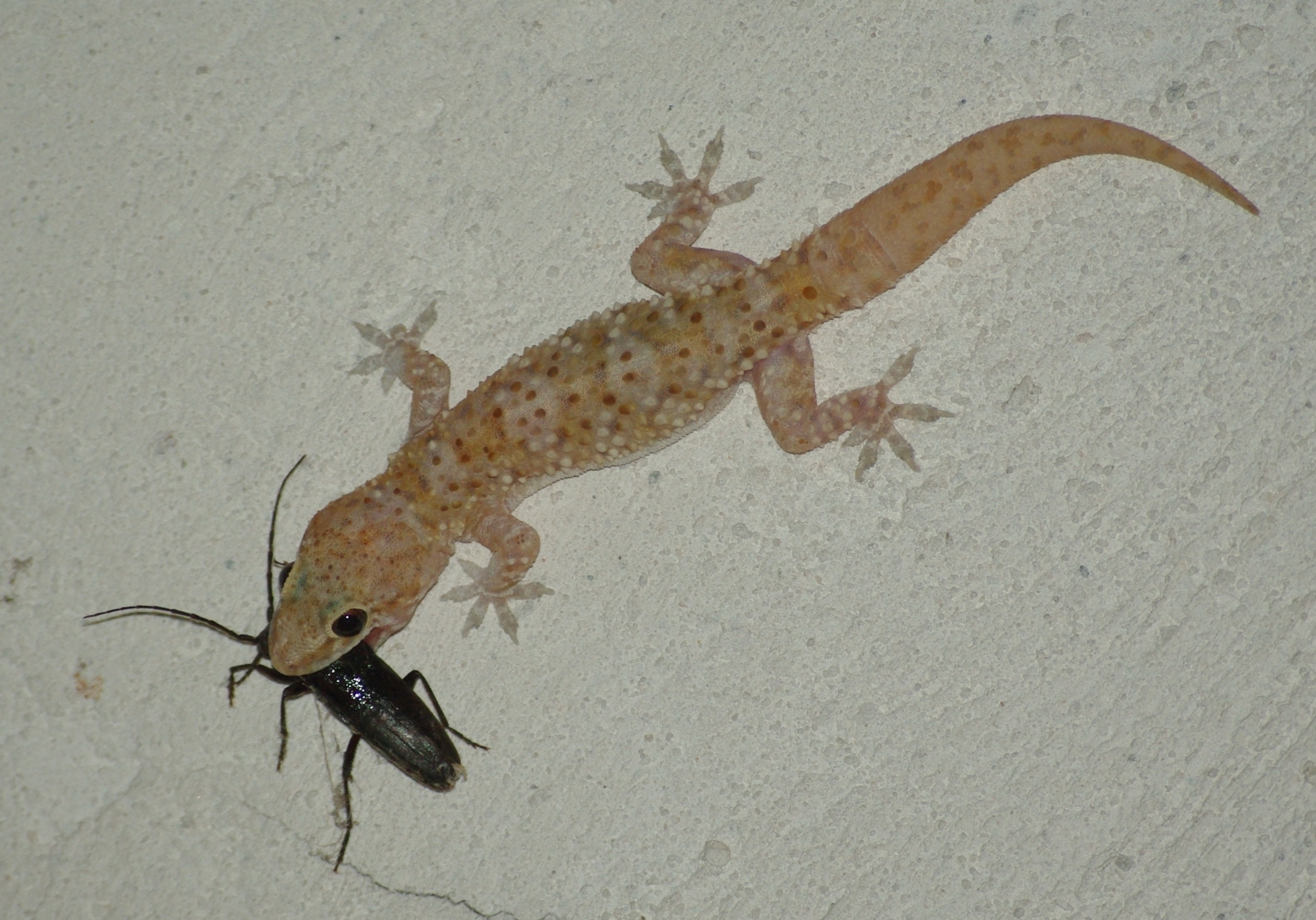
Europäischer Halbfinger mit Beute

Der Europäische Halbfinger lebt in Kolonien, in denen die Männchen ihre Reviere gegen andere Männchen und artfremde Futterkonkurrenten, z. B. andere Geckos, aber auch gegen Spinnen verteidigen. Zumeist nutzt die gesamte Kolonie ein Gemeinschaftsklo, wo es genauso wie an den Sonnenplätzen selten zu Streit kommt.
In der Literatur wird der Halbfingergecko als nachtaktiv bezeichnet. Doch man kann das Verhalten auch als scheu und versteckt lebend beschreiben. Steigt die Populationsdichte durch den Mangel an Raubtieren, wie Hunden oder Katzen, an, können die Jagdgewohnheiten in einer Wohnung dreister werden. Z. B. wird dann auch in Lampen oder in der Nähe von Kerzen gejagt. Im Terrarium bleiben die Geckos meist scheuer als in Wohnungen.
Der Fußboden oder von oben offene Flächen werden zumeist gemieden. Eher finden sich die Geckos unter Tischen, Regalen, unter den Blättern von Zimmerpflanzen oder in anderen Verstecken. Die Sonnenplätze sind meist nur vom Winkel der Sonne einsehbar, häufig ist jedoch das Gemeinschaftsklo in einer versteckten Ecke am Boden oder in Bodennähe.
Zum Schlafen braucht der Europäische Halbfinger eine Spalte, die sowohl Bauch- als auch Rückenkontakt bietet. Tagsüber wird mehrmals der Platz zur passiven Thermoregulation gewechselt. Nachts bleibt der Gecko bis ca. 15 °C Raumtemperatur aktiv. Die Tage nach der Fütterung kann ein indirektes (z. B. unter einem Blatt) oder direktes Sonnen bei 25 bis 30 °C beobachtet werden, das zum Erreichen der Verdauungstemperatur nötig ist. Bei zu hohen Tagestemperaturen ziehen sich die Geckos in tiefere, feuchtere oder schattigere Ecken zurück. Bei der Jagd oder anderen Erregungszuständen ist ein hektisches Luftpumpen mit der Kehle zu beobachten.

## Krankheiten und Lebenserwartung
Bei Krankheiten ist ein reptilienkundiger Tierarzt zu konsultieren.
Eimeria turcicus ist eine für Hemidactylus turcicus normale Coccidienart. Dieser Einzeller sollte nicht behandelt werden, sondern im Gegenteil sollte Jungtieren die Möglichkeit gegeben werden, das Klo der Elterntiere zu besuchen, um eine normale Darmflora zu bekommen. Bei anderen Reptilien kann Eimeria turcicus jedoch die Galle befallen. Eine solche Infektion kann zum Tode führen, weswegen Europäische Halbfinger nicht mit anderen Reptilien vergesellschaftet oder gar als Futtergeckos verfüttert werden sollten. Eimeria ist durch eine Trivialuntersuchung einer Kotprobe festzustellen, die genaue Artbestimmung der Eimeria ist jedoch nur im Labor möglich.
Die normale Lebenserwartung bei guter Pflege im Terrarium beträgt ca. 10 Jahre. Zu diesem Zeitpunkt setzt häufig ein Erblinden ein, welches selbständiges Jagen verhindert. Futterzahme Tiere können doppelt so alt werden.